# Eugen Birzer
Eugen Birzer (* 6. Dezember 1847 in Waldsassen, Oberpfalz; † 27. April 1905 in München) war ein deutscher Maler und Zeichenlehrer.
Eugen Birzer bestand 1867 am Ludwigsgymnasium in München die Abiturprüfung und studierte anschließend Rechtswissenschaften und Philosophie an der Ludwig-Maximilians-Universität München. Im Dezember 1870 wurde er als Leutnant der Landwehr im Gefecht bei Loigny-Poupry, nördlich von Orléans, Frankreich, verwundet und war nach seiner Genesung seit 1871 in verschiedenen lithographischen Anstalten in Berlin tätig. Schließlich studierte er Malerei an einer Kunstschule – möglicherweise privat bei Ludwig Martin Wilberg (1853–1912) – und kurzzeitig an der Akademie der bildenden Künste Berlin. 1880 legte er (wohl bereits in München) die Staatsprüfung für das Zeichenlehramt ab. Im Sommerhalbjahr 1889/90 wurde er als Aushilfslehrer für Zeichnen ans Maximiliansgymnasium München versetzt, zum Zeichenlehrer ernannt und nach häufiger Erkrankung 1903 wegen nachgewiesener Dienstunfähigkeit in den dauernden Ruhestand versetzt. Seit 1882 war er mit Maria Albertine Hermine geb. Gerlinger (* 1863) aus Ebersberg verheiratet. Er war Inhaber der Kriegsgedenkmünze 1870/71 für Kombattanten sowie der Dienstauszeichnung 2. Klasse.
In freier künstlerischer Tätigkeit schuf Birzer überwiegend Landschaftsgemälde in der Tradition der Münchner Schule um Philipp Röth, Paul Weber und Joseph Wenglein. Seine Motive, in denen er jahreszeitliche Stimmungen betonte, nahm er vorwiegend aus dem Münchner Umland (Blutenburg, Schleißheim) und dem bayrischen Alpenvorland.
Birzer war Mitglied des Kunstvereins München und der Münchner Künstlergenossenschaft (MKG), in deren Ausstellungen er seine Werke zeigte. 1885 erwarb der Kunstverein Birzers Gemälde Frühjahr; Landschaftsgemälde waren 1902 und postum 1905 in den Jahresausstellungen im Münchner Glaspalast zu sehen.

## Werke (Auswahl)
- Floßlände an der Isar bei München (1887)
- Rehbock auf einer Waldlichtung (1897)
- Moorlandschaft (1899)
- Waldlichtung mit kleinem Weiher (1902)
- Landschaft bei Blutenburg
- Dorfidyll bei Schleißheim
- Bäuerin auf Holzsteg über einen Bachlauf am Waldrand
- Blick auf ein Dorf
- Ungarische Landschaft bei Erdö
- Blick auf München vom Maximilianeum aus, Kunsthandel
- Schleißheimer Schlosskanal. Farbabbildung. In: Hermann Schmid: Maler in Schleißheim. Oberschleißheim 1991